# Amparo Ibáñez Lagarda
Amparo Ibáñez Lagarda (València, 29 de novembre de 1882 - segle XX) fou una mestra valenciana.

## Biografia
El seu pare, Julián Ibáñez García, era músic i va donar permís, segons exigia la llei, perquè la seua filla poguera ingressar a l'Escola Normal de Mestres de València quan tenia 19 anys. El 12 de juliol de 1922 va prendre possessió com a professora numerària de l'Escola Normal Femenina de Castelló. Va impartir l'ensenyament en Física, Química i Història Natural, especialitat més pròpia d'homes que de dones en aquella època, i no és estrany que es quedara fadrina. Durant els dilatats anys de la seua docència va tenir diferents responsabilitats de gestió, i va demostrar la seua vàlua igual que qualsevol company de la docència. Va ser designada pel claustre de la Normal vocal de diferents comissions de la ciutat de Castelló: de la Junta de Protecció a la Infància, del Patronat Local de Formació Tècnica Industrial i del Consell Provincial de Primera Ensenyança.
Va tenir gran protagonisme en l'espai públic, ja que va entrar a formar part de l'associació de dones Obra Protecció d'Interessos Catòlics de Castelló, que havia sigut fundada el 1921, i dins d'aquesta associació s'havia creat el Sindicat d'Obreres Verge de Lledó.
Amparo Ibáñez es va encarregar en especial de la formació ideològica i va impartir conferències sobre les accions propagandístiques que havien de desenvolupar les dones catòliques a Castelló i els seus pobles per a recristianitzar la societat, oberta en els anys 20 als canvis secularitzadors, a la nova societat de consum i als models de dona anomenada garçonne, importats d'Europa i dels Estats Units. També Amparo Ibáñez va dirigir les instructores de les diferents seccions que formaven en les escoles nocturnes a les treballadores, tant en l'educació i moral religiosa com en l'educació professional, perquè no influïren en elles les idees socialistes i anarquistes.
El gener de 1925 va ser regidora de l'Ajuntament de Castelló, fruit de les mesures regeneracionistes de Primo de Rivera, juntament amb una altra companya de la Normal i de l'associació catòlica, María Alegre, i altres dues dones Eduvigis Tena i Ramona Fabregat, també d'Acció Catòlica. Com era d'esperar, les dones regidores es van encarregar de les seccions d'instrucció, beneficència i reformes socials. Cal destacar en especial la campanya que va organitzar Amparo Ibáñez contra els problemes urbans endèmics com ara l'alcoholisme i la prostitució. També van lluitar perquè les vídues casades per segona vegada no perderen la pàtria potestat com legislava el Codi Civil de 1889.
Amparo Ibáñez va ser elegida pel claustre directora de la Normal Femenina des de gener de 1928 fins a juliol de 1929, quan va renunciar per malaltia. Durant aquest període va dur una bona gestió del pressupost de l'Escola Normal i es va celebrar el centenari de Goya. Aquest suport a l'art mereix que Amparo Ibáñez siga nomenada vocal del Patronat del Museu Provincial de Castelló.
Quan es va proclamar la República cap membre del claustre li va donar la benvinguda, ja que predominava professorat amb idees conservadores i catòliques. Amparo Ibáñez va ser destituïda amb altres companys al febrer de 1937, en plena Guerra Civil, i se li va aplicar la jubilació forçosa per qüestions ideològiques.
El seu suport al nou règim franquista la va fer mereixedora de tornar a la docència el gener de 1940. En la postguerra, Amparo Ibáñez es va encarregar d'impartir la pedagogia en les assignatures de Ciències per als batxillers i alferes que havien de cobrir moltes de les places que els docents del magisteri havien deixat buides perquè els havien depurat, s'havien exiliat o eren a la presó.